# 이바나그족
이바나그족(Ibanags)은 필리핀 카가얀주, 이사벨라주, 그리고 누에바비스카야주에 거주하는 50만명 이상의 민족언어학적 소수민족 집단이다. 그들은 필리핀에서 가장 많은 민족언어학적 소수민족 중 하나이다. 이바나그족은 같은 이름의 같은 언어를 말한다. 그러나 필리핀 정부의 소수 민족 언어 지양과 표준어로 필리핀어를 보급하려는 정책으로 인해, 이바나그어의 사용은 점점 줄어드는 추세에 있지만, 이바나그족이 살고 있는 해외에서는 여전히 영향력을 유지하고 있다. 그리하여 여전히 이바나그어가 존재하지만, 점점 자리를 잃어가는 추세에 있다. 게다가, 많은 이들이 수백 년 간에 걸쳐 일로카노어를 했지만, 이 지역에서 더 많은 영향력을 발휘하는 대체어로 자리 잡으려 하고 있다.
이바나그족은 또한 "Ybanag" 그리고 "Ybanak" 또는 "Ibanak"라고 표기하기도 한다.
그들의 이름들은 정관사 "I"와 강을 뜻하는 바나그(Bannag)의 합성어에서 온 말이다.

## 언어
이바나그어는 필리핀 북동부의 이사벨라주와 카가얀주에서 약 50만명의 화자에 의해 말해진다. 특히 투게가라오, 솔라나, 카바간, 산파블로, 산타마리아, 세인트 토마스 이사벨라, 일라간, 가무, 나길리안 그리고 레이나 메르세데스가 대표적인 지역이다. 또한 아불루그, 아파리, 카말라니우간, 랄로 그리고 투아오에도 이바나그어를 하는 사람들이 있다. 대부분의 이바나그 사람들은 북부 루손 지방의 공식어로서 일로카노어를 한다. 이들은 가드당, 이타위스, 아그타, 아타, 요가드, 이스네그, 그리고 말라웨그족과 밀접한 관련이 있다. 